# Ghiacciaio Bolgrad
Il ghiacciaio Bolgrad (in inglese Bolgrad Glacier) è un ghiacciaio lungo 7,4 km e largo 5,7, situato sulla costa di Zumberge, nella parte occidentale della Terra di Ellsworth, in Antartide. In particolare, il ghiacciaio si trova sul versante occidentale della dorsale di Owen, uno dei rami della dorsale Sentinella, nelle montagne di Ellsworth. Il ghiacciaio è poi situato a sud del ghiacciaio Brook e a nord del ghiacciaio Sirma e da qui fluisce in direzione ovest-sud-ovest a partire dal monte Allen, dal monte Liptak e dal monte Southwick fino ad unire il proprio flusso a quello del ghiacciaio Bender, a est dello sperone Gilbert.

## Storia
Il ghiacciaio Bolgrad è stato così battezzato dalla Commissione bulgara per i toponimi antartici in onore della scuola superiore Bulgara di Bolhrad, uno dei principali centri di educazione bulgari presenti in Ucraina, fondata nel 1858.